# Lehnerit
A lehnerit mangántartalmú hidratált urán-foszfát, az uráncsillámok ásványcsoport tagja. Monoklin rendszerben lapos, táblás és prizmás kristályokban, földes tömegekben fordul elő.

## Tulajdonságai
- Kémiai képlete: Mn3+(UO2)2(PO4)2×8H2O.
- Sűrűsége: 3,5-3,6 g/cm³.
- Keménysége: 2,0-3,0  nagyon lágy ásvány (a Mohs-féle keménységi skála szerint).
- Színe: mézsárga, sötétsárga, bronzsárga.
- Fénye: gyöngyházfényű.
- Porszíne: fehér.
- Különleges tulajdonsága: erősen radioaktív.
- Jellemző összetétele:
- Mn2O3: 8,5%
- UO2: 58,1%
- P2O5: 15,3%
- H2O: 15,5%

## Keletkezése
Elsődlegesen magmás körülmények között keletkezett urántartalmú kőzetek, ásványok mállását követő áthalmozódásokban, másodlagosan oxidáció következtében keletkezik.

## Előfordulásai
Jellemzően más, az uráncsillám csoportba tartozó ásványokkal együtt fordul elő. Ismertebb lelőhelyei Németország területén Hagendorf és Waldhaus környékén. Csehországben az Érchegységben az uránszurokérc mállási környezetében.